# Gewerkschaft Neu-Deutz
Die Gewerkschaft Neu-Deutz war ein Bergbau-Unternehmen in der Rechtsform einer bergrechtlichen Gewerkschaft, dessen gleichnamiges Braunkohle-Bergwerk in Köln-Kalk wegen technischer Schwierigkeiten niemals vollständig in Betrieb genommen werden konnte.

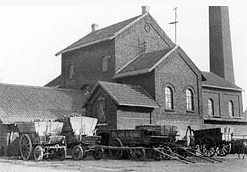
Zeche Neu-Deutz, 1858

Das Braunkohlenbergwerk „Neu-Deutz“ war der Versuch, die entstehende Industrie im Kölner Vorort Kalk mit vor Ort gewonnener Energie zu versorgen. Nachdem entdeckt worden war, dass die linksrheinischen Braunkohlevorkommen auch jenseits des Rheins eine Fortsetzung fanden, überlegte man, diese Vorkommen abzubauen. Die Schachtanlage wurde um 1850 errichtet. Das Projekt scheiterte jedoch an den zu starken Grundwasserzuflüssen, die durch die Bodenstruktur der Kölner Bucht zu erklären sind.
1858 kauften die Gebrüder Sünner das Gelände und errichteten dort ihre neue Brauerei, die 1860 die Produktion aufnahm. Diese Anlage ist bis heute vorhanden und mit zahlreichen Modernisierungen in Betrieb. Das Brauwasser wird aus dem ehemaligen Bergwerksschacht entnommen.